# Dom Vincenta w Arles (Żółty Dom)
Dom Vincenta w Arles (Żółty Dom) (w oryg. fr. La Maison et son entourage, La Rue, hol. Het gele huis (‘De straat’), ang. Vincent’s House in Arles (The Yellow House)) – obraz Vincenta van Gogha namalowany we wrześniu 1888 podczas pobytu artysty w miejscowości Arles.
Nr kat.: F 464, JH 1589.
Istnieje również akwarela, przedstawiająca „Żółty Dom”, namalowana w tym samym czasie.
Nr kat.: F 1413, JH 1591.

## Historia
Vincent van Gogh we wrześniu 1888 wprowadził się do wynajętego przez siebie domu, położonego przy placu Place Lamartine 2 w Arles.
W maju 1888 wynajął niewielki dom (z prawej strony na obrazie), mający po dwa pokoje na parterze i na piętrze. Wkrótce po wprowadzeniu się namalował obraz, przedstawiający jego nowe lokum. Mieszkał w nim wspólnie z Paulem Gauguinem w listopadzie i grudniu. Obraz jest jednym z jego najbardziej śmiałych i spontanicznych dzieł.
Stara ulica włącznie z „Żółtym Domem”, została zniszczona w wyniku walk 25 czerwca 1944, widoczny z tyłu wyższy dom stoi nadal. Choć druga połowa budynku (ze sklepem spożywczym na parterze) była w dobrym stanie, część należąca do van Gogha znajdowała się w nieładzie – nie miała nawet ubikacji, więc artysta musiał używać części tylnej budynku.
W liście do siostry Willeminy napisanym 9 i 14 września 1888 tak opisywał swój dom i jego otoczenie:
Mój dom tutaj jest otynkowany na zewnątrz na żółto, w kolorze świeżego masła, ma jaskrawe, zielone okiennice, stoi na placu skąpanym w słońcu. Na placu jest zielony skwer z równymi drzewami, oleandrami, akacjami. A w środku jest cały otynkowany na biało, podłoga z czerwonych cegieł. I ogromne, błękitne niebo w górze. W środku mogę żyć, oddychać, myśleć i malować.
Podobny opis zawarł później w liście do brata Theo:
Podobne do croquis płótno rozmiaru 30, ukazujące dom i jego otoczenie w siarkowym słońcu, pod czystym, kobaltowym niebem. To naprawdę trudny temat! Ale chcę z nim wygrać za wszelką cenę. To jest niesamowite, te żółte domy w świetle słońca i w niezrównanej świeżości błękitu. A ziemia też jest żółta. Wyślę ci kolejny, lepszy rysunek, niż ten croquis z pamięci; dom po lewej jest różowy, z zielonymi okiennicami. W domu stojącym w cieniu drzewa jest restauracja, gdzie codziennie chodzę jeść kolację. W głębi ulicy, po lewej, pomiędzy dwoma mostami kolejowymi, mieszka mój przyjaciel, listonosz. Nocnej kawiarni nie ma na tym obrazie; jest ona na lewo od restauracji.